# جرج ازرا
جرج ازرا (انگلیسی: George Ezra؛ زادهٔ ۷ ژوئن ۱۹۹۳) موسیقی‌دان اهل بریتانیا است. وی از سال ۲۰۱۳ میلادی تاکنون مشغول فعالیت بوده است. ترانه بوداپست از وی بسیار مشهور است.
ازرا پیش از آنکه نخستین آلبومش را با عنوان "wanted on voyage" که معادل فارسی آن «در سفری طولانی» معنا می‌دهد، روانه بازار کند، چندین تک آهنگ از خود در یوتیوب گذاشت.
دومین آلبوم ازرا در مارس ۲۰۱۸ با عنوان "Staying at Tamara's" منتشر شد.